# Whitfieldia colorata
Whitfieldia colorata är en akantusväxtart som beskrevs av C. B. Cl.. Whitfieldia colorata ingår i släktet Whitfieldia och familjen akantusväxter. Inga underarter finns listade i Catalogue of Life.